# Meccanica delle matrici

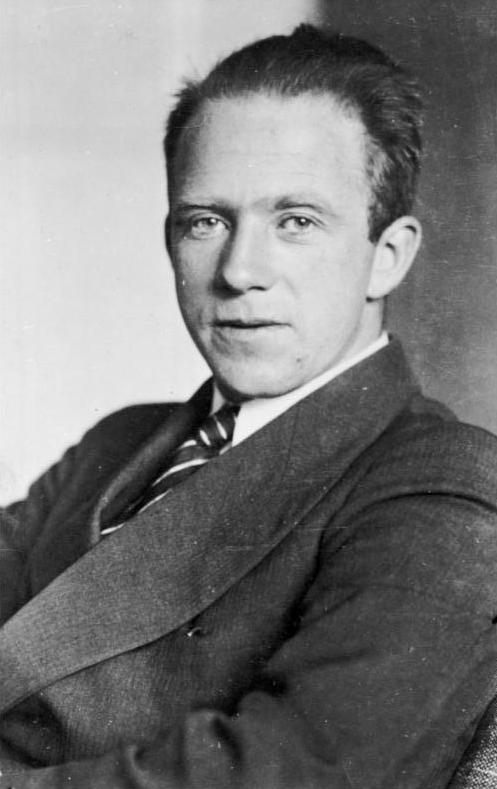
Werner Heisenberg

La meccanica delle matrici è la formulazione della meccanica quantistica elaborata da Werner Heisenberg, Max Born e Pascual Jordan nel 1925.
Fu la prima versione completa (nel limite non relativistico) e coerente della meccanica quantistica ed estese il modello atomico di Bohr, giustificando dal punto di vista teorico l'esistenza dei salti quantici. Tale risultato fu raggiunto descrivendo le osservabili fisiche e la loro evoluzione temporale attraverso l'uso di matrici.
La meccanica delle matrici è equivalente alla meccanica ondulatoria di Erwin Schrödinger, che la seguì di circa sei mesi, ed è la base della notazione bra-ket di Paul Dirac per la funzione d'onda.

## Storia

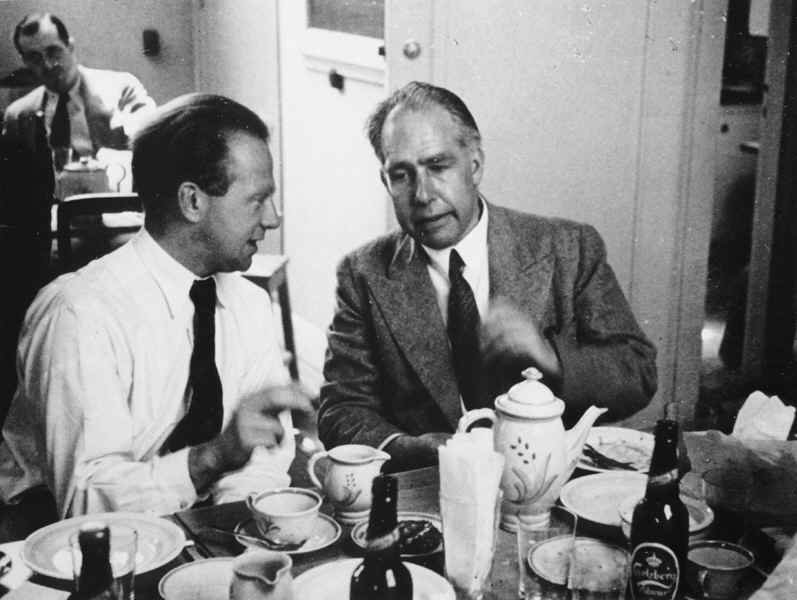
Heisenberg e Niels Bohr

Nacque da un'intuizione di Heisenberg verso le tre di notte del 7 giugno 1925, mentre era in vacanza sull'isola di Helgoland. Subito dopo, euforico, egli andò in uno dei punti a sud dell'isola per osservare l'alba. Dopo aver mostrato agli altri scienziati la sua idea, e interpretati i dati che richiamavano al calcolo delle matrici, disse con costernazione: «Non so neppure cosa sia una matrice». L'anno successivo, con l'introduzione della meccanica ondulatoria da parte di Schrödinger, la sua teoria, pur esatta, parve meno "visualizzabile". Si crearono delle tensioni tra i due, tanto che Heisenberg commentò aspramente:
Questi toni evidenziavano il clima di scontro tra le due formulazioni iniziali della meccanica quantistica, l'una che considerava i fenomeni atomici come "graduali" e l'altra caratterizzata da salti quantici. Al riguardo Schrödinger affermò: «Non posso immaginare che un elettrone salti qua e là come una pulce.» Chi alla fine fece da paciere tra i due fisici fu Niels Bohr, che invitò Schrödinger a Copenaghen per discutere insieme della sua versione della fisica dei quanti.